# Sainte-Marie-Lapanouze
Sainte-Marie-Lapanouze település Franciaországban, Corrèze megyében. Lakosainak száma 60 fő (2022. január 1.). Sainte-Marie-Lapanouze Saint-Pierre, Chirac-Bellevue, Liginiac, Roche-le-Peyroux, Saint-Étienne-la-Geneste és Saint-Victour községekkel határos.

## Népesség
A település népessége az elmúlt években az alábbi módon változott:
| Lakosok száma | 88   | 66   | 53   | 55   | 63   | 68   | 59   | 55   | 55   | 60   |
|               | 1968 | 1982 | 1990 | 2006 | 2013 | 2015 | 2017 | 2019 | 2020 | 2022 |